# Золотий молот
Золотий молот або "молот Маслоу" (англ. Golden hammer) описує спостереження про те, що люди, які вже добре знайомі з певним інструментом (або процедурою), схильні використовувати його навіть тоді, коли застосування іншого було би більш вдалим. Таке недоречне використання інструмента, якому користувач надав перевагу, часто ґрунтується на помилковій думці про те, що підхід, який був успішним у минулому, також стане безпрограшним варіантом у майбутньому.

## Походження терміна
Цитату «Якщо з інструментів ви маєте лише молоток, у кожній проблемі ви неодмінно побачите цвях» часто приписують американському письменникові Марку Твену, проте підтверджень цьому в його працях не знайдено. Помилковою вважається також думка про те, що Пауль Ватцлавик є її автором.
Обґрунтовано її можна віднести до психолога Абрахама Маслоу, який у 1966 р. написав: «Думаю, спокусливо ставитися до всього, як до цвяха, коли у вас єдиний інструмент -  молоток."  Однак ще в лютому 1962 р. Філософ Абрахам Каплан під час свого виступу на конференції Американської асоціації досліджень освіти сказав: "Дай хлопцеві молот, і все, що він тільки знайде, буде обов'язково забитим". Психолог Сільван Томкінс зробив подібну заяву в 1963 р.: "Якщо у вас є молоток, ви зазвичай шукаєте цвяхи". 
До галузей, у яких неодноразово описувався принцип Золотого молота, належать фінансовий ринок (“Спостереження Баруха”) та медицина. Наприклад, у 1960-х роках, коли в США для лікування психозу були доступні тільки такі ліки, як: трифлуоперазин та хлорпромазин, їх часто використовували навіть тоді, коли діагноз шизофренії викликав сумніви; таке зловживання висвітлюється, зокрема, в кінофільмі "Пролітаючи над гніздом зозулі". Подібним чином можна пояснити і універсальне використання ртутних препаратів, а також вдавання до кровопускання в середні віки та в ранній сучасний період.